# Kochanka Śmierci
Kochanka Śmierci – powieść detektywistyczna autorstwa Borisa Akunina. Dziewiąta część serii o Eraście Fandorinie.

## Fabuła
Moskwa, rok 1900. W mieście szerzy się plaga samobójstw. Śledztwo wykazuje, że wszyscy samobójcy byli członkami tajnego stowarzyszenia. Do "Kochanków Śmierci" dołącza Masza, dziewczyna z prowincji, przedstawiająca się jako Kolombina. Nad Maszą, jedną z członkiń, czuwa zakamuflowany Erast Pietrowicz. Odkrywa, że szefem organizacji jest niejaki Prospero.